# Valeriana chionophila
Valeriana chionophila är en kaprifolväxtart som beskrevs av Mikhail Grigoríevič Popov och Kult. Valeriana chionophila ingår i släktet vänderötter, och familjen kaprifolväxter. Inga underarter finns listade i Catalogue of Life.